# THE SIX
『THE SIX』（ザ・シックス）は、BLANKEY JET CITYの1作目のベスト・アルバム。1995年3月1日に東芝EMIからリリースされた。

## 概要
初のベスト・アルバム、1stアルバム『Red Guitar And The Truth』に収録されていた曲の再録と当時の最新シングルだった『Girl/自由』の2曲や悪いひとたちの(完全VERSION)などを収録。

## 収録曲
| 全作詞・作曲: 浅井健一（#2,#13, 作曲: 照井利幸）。 |                                                |                                      |                                      |      |
| #                                                  | タイトル                                       | 作詞                                 | 作曲・編曲                           | 時間 |
| 1.                                                 | 「ガードレールに座りながら (NEW VERSON)」      | 浅井健一 （#2,#13, 作曲: 照井利幸 ） | 浅井健一 （#2,#13, 作曲: 照井利幸 ） | 5:15 |
| 2.                                                 | 「胸がこわれそう (NEW VERSON)」                | 浅井健一 （#2,#13, 作曲: 照井利幸 ） | 浅井健一 （#2,#13, 作曲: 照井利幸 ） | 5:02 |
| 3.                                                 | 「D.I.J.のピストル」                           | 浅井健一 （#2,#13, 作曲: 照井利幸 ） | 浅井健一 （#2,#13, 作曲: 照井利幸 ） | 4:37 |
| 4.                                                 | 「Rude Boy [不良少年のうた] (NEW VERSION)」    | 浅井健一 （#2,#13, 作曲: 照井利幸 ） | 浅井健一 （#2,#13, 作曲: 照井利幸 ） | 4:03 |
| 5.                                                 | 「RAIN DOG」                                   | 浅井健一 （#2,#13, 作曲: 照井利幸 ） | 浅井健一 （#2,#13, 作曲: 照井利幸 ） | 4:01 |
| 6.                                                 | 「綺麗な首飾り」                               | 浅井健一 （#2,#13, 作曲: 照井利幸 ） | 浅井健一 （#2,#13, 作曲: 照井利幸 ） | 5:33 |
| 7.                                                 | 「ヘッドライトのわくのとれかたがいかしてる車」 | 浅井健一 （#2,#13, 作曲: 照井利幸 ） | 浅井健一 （#2,#13, 作曲: 照井利幸 ） | 6:05 |
| 8.                                                 | 「冬のセーター」                               | 浅井健一 （#2,#13, 作曲: 照井利幸 ） | 浅井健一 （#2,#13, 作曲: 照井利幸 ） | 4:50 |
| 9.                                                 | 「ディズニーランドへ」                         | 浅井健一 （#2,#13, 作曲: 照井利幸 ） | 浅井健一 （#2,#13, 作曲: 照井利幸 ） | 5:33 |
| 10.                                                | 「僕の心を取り戻すために (NEW VERSION)」       | 浅井健一 （#2,#13, 作曲: 照井利幸 ） | 浅井健一 （#2,#13, 作曲: 照井利幸 ） | 3:58 |
| 11.                                                | 「Girl」                                       | 浅井健一 （#2,#13, 作曲: 照井利幸 ） | 浅井健一 （#2,#13, 作曲: 照井利幸 ） | 4:08 |
| 12.                                                | 「青い花」                                     | 浅井健一 （#2,#13, 作曲: 照井利幸 ） | 浅井健一 （#2,#13, 作曲: 照井利幸 ） | 4:29 |
| 13.                                                | 「悪いひとたち (完全VERSION)」                 | 浅井健一 （#2,#13, 作曲: 照井利幸 ） | 浅井健一 （#2,#13, 作曲: 照井利幸 ） | 9:09 |
| 14.                                                | 「自由」                                       | 浅井健一 （#2,#13, 作曲: 照井利幸 ） | 浅井健一 （#2,#13, 作曲: 照井利幸 ） | 4:11 |
| 合計時間:                                          | 合計時間:                                      | 70:54                                |                                      |      |

### 楽曲解説
1. ガードレールに座りながら (NEW VERSON)
1stアルバム『Red Guitar And The Truth』収録曲の「ガードレールに座りながら」の再録バージョン。
アナログ盤では「ガードレールに座りながら(OUT TAKE VERSION)」を収録。[3]
メンバーの浅井健一は「ストリングスが入ったヴァージョンをCDに、ギターと歌の一発録りのヴァージョンをアナログ盤に入れた。ストリングスのもいいけど、オレは一発録りの方が好きだな。」と語っている。
2. 胸がこわれそう (NEW VERSON)
1stシングル『不良少年のうた』のC/W曲の再録バージョン。
ベースのクレジットに当時のプロデューサーであった、『土屋昌巳』の名前が載っている。
3. D.I.J.のピストル
4. Rude Boy [不良少年のうた] (NEW VERSION)
1stシングル『不良少年のうた』の再録バージョン。
5. RAIN DOG
6. 綺麗な首飾り
7. ヘッドライトのわくのとれかたがいかしてる車
8. 冬のセーター
3rdシングル。
9. ディズニーランドへ
10. 僕の心を取り戻すために (NEW VERSION)
1stアルバム『Red Guitar And The Truth』収録曲の「僕の心を取り戻すために」の再録バージョン。
11. Girl
6thシングル、アルバム初収録。
12. 青い花
4thシングル。
13. 悪いひとたち (完全VERSION)
インディーズレーベル、東京ピストルから発売されたシングル。
3rdアルバム『C.B.Jim』に収録されていた、ストリングス・バージョンの歌詞にマスキングがされていない(完全VERSION)になっている、このバージョンはアルバム初収録。
14. 自由
6thシングル、アルバム初収録。